# Confident (cântec)
„Confident” este un cântec a cântăreaței americane Demi Lovato. Lansat ca al doilea single de pe al cincilea album de studio Confident (2015). Piesa a fost lansată pe data de 18 septembrie 2015, de casa de discuri Hollywood și Island Records ca descărcare instantanee cu comandarea albumului pe iTunes, precum și o descărcare pe site-urile digitale, cum ar fi Google Play și 7digital. piesa a fost scrisă de Lovato, Max Martin, Ilya Salmanzadeh, și Savan Kotecha.

## Lista pieselor
- Descărcare digitală[4]

1. "Confident" – 3:25

## Clasamente
| Clasament (2015)                       | Poziție maximă |
| -------------------------------------- | -------------- |
| Australia (ARIA)                       | 72             |
| Scoția (OCC)                           | 27             |
| Suedia (Sverigetopplistan)             | 69             |
| Regatul Unit (OCC)                     | 65             |
| Statele Unite ale Americii (Billboard) | 84             |

## Datele lansărilor
| Țară                       | Dată                | Format                 | Casă de discuri                     | Ref.  |
| -------------------------- | ------------------- | ---------------------- | ----------------------------------- | ----- |
| La nivel mondial           | Septembrie 18, 2015 | Descărcare digitală    | Hollywood Island Safehouse          | [ 4 ] |
| Statele Unite ale Americii | Septembrie 29, 2015 | Contemporary hit radio | Island Hollywood Republic Safehouse | [ 5 ] |
| Statele Unite ale Americii | Septembrie 29, 2015 | Hot AC radio           | Island Hollywood Republic Safehouse | [ 6 ] |